# Medijatori sepse
Medijatori sepse su supstance koje imaju značajnu ulogu u nastanku kliničkog sindroma, razvijenog oblika, sistemskog inflamatornog odgovora na bakterijsku invaziju.

## Istorija
Krajem 19. veka započeta su prva istraživanja, čiji je cilj bio pronalazak cirkulišućih medijatora septičkog šoka. Iako su ubrzo otkriveni proinflamatornih citokina IL-1, IL-6,TNF kao i drugih endogeni  medijatori pokazalo se, da ćelije monocitno/makrofagnogog sistema ne služe samo kao skupljači bakterija, kako bi se smanjilo oštećenje tkiva, trebalo je bezmalo 100 godina da se shvati i dokaže da je uzrok uginuća životinja usled akutne bakterijske infekcije, nekontrolisano stvaranje medijatora koje započinje u ćelijama domaćina.

## Opšte informacije
Zapaljenjski odgovor tela na prodor infekcije u organizam, opsežne traume, nekrozu tkiva, opekotine nastaje po ustaljenim principima. Ova reakcija je prilagodljiva funkcijama tela i ima za cilj uništenje agensa koji je izazvao proces i povraćaj oštećenih tkiva u prvobitno stanje.
Kako uzroci sindrom sistemskog inflamatornog odgovora mogu biti infektivni agensi, kao i neinfektivni koji obuhvataju traumu tkiva, pankreatitis, opekotine, ishemiju, hemoragički šok, oštećenje tkiva izazvano imunskim mehanizmima, egzogenom primenom medijatora inflamacije (npr. citokina), treba razlikovati sindrom sistemskog inflamatornog odgovora uzrokovan dokumentovanom infekcijom ili postojanjem sumnje na nju — jer se tada govori o postojanju sepse.

## Patofiziologija
Inflamacija je sredstvo kojim se održava zdravlje, ali je i potencijalni prouzrokovač ireverzibilnih tkivnih oštećenja. Kao i drugi fiziološki sistemi i inflamatorni odgovor mora da bude strogo kontrolisan, u protivnom od sepsi i septićkom šoku koji može okončati smrtnim ishodom.
Fiziološki odgovor zdravog organizma na lokalizovane infekcije obuhvata aktiviranje mehanizama odbrane domaćina, koje dovode do:
- hiperprodukcije neutrofila i monocita,
- oslobađanje inflamatornih medijatora,
- lokalne vazodilatacije,
- povećane propustljivost endotela i
- aktiviranje koagulacije.

Sepsa ili septički šok nastaje kao posledica prenaglašenog sistemskog inflamatornog odgovora, uslovljena medijatorima sepse.
Pod uticajem medijatora dolazi do oštećenja ćelijske membrane i povećane njene propustljivosti, što dovodi do napred navedenih poremećaja koji se odviju u organizmu bolesnika u različitim fazama
septse i zato septički šok ima očigledne sličnosti sa hipovolemijskim i kardiogenim šokom.
U ovim formama šoka, cirkulatorna insuficijencija prethodi poremećajima ćelijskog metabolizma,
dok se u septičkom šoku poremećaji ćelijskog metabolizma rano javljaju i mogu da prethode insuficijenciji.
Odbrambeni imunološki mehanizmi koji se uvek aktiviraju kod bolesnika izloženih infekciji, mogu se svrstati u lokalne i sistemske odbrambeni mehanizme:
Lokalni odbrambeni mehanizmi
Lokalni mehanizmi su sadržani u koži i sluznicama, i reaguju sekretornim, trepljastim i fagocitnim ćelijama.
Sistemski odbrambeni mehanizmi
Sistemski mehanizmi obuhvataju humoralni i celularni imunitet. Humoralni imunitet zasniva se na stvaranju odgovarajućih klasa imunoglobulina, IgM i IgG, koji se nalaze u telesnim tečnostima i IgA na površinama sluznica. Celularni imunitet odnosi se na određene supstance, zvane medijatori, koje se produkuju u određenim ćelijama. Medijatori koji su odgovorni za nastanak brojnih kliničkih manifestacija sepse, produkuju  se u  makrofagima, polimorfonuklearnim leukocitima i T limfocitima.

## Najčešći medijatori sepse
Kao najčešći medijatori sepse pominju se:
- kahektin (faktor nekroze tumora (TNF)),[2]
- interleukini (IL1, IL2, IL6, IL8),[2][15]
- sistem komplemenata (C3a, C4a, C5a, C5b),[2]
- metaboliti arahidonske kiseline: prostaglandini (PG), tromboksani (TX) i leukotrijeni (LT),[2]
- faktor aktivacije trombocita (PAF),
- miokard-depresivni faktor (MDF),
- azot-monoksid (NO),
- β endorfini, histamin,
- serotonin,
- bradikinin,
- slobodni kiseonični radikali...[14]

## Spoljašnje veze
- Mediators in Sepsis (језик: енглески)

|  | Molimo Vas, obratite pažnju na važno upozorenje u vezi sa temama iz oblasti medicine (zdravlja). |